# Marteau rivoir
 (signalé en juin 2025).
Si vous disposez d'ouvrages ou d'articles de référence ou si vous connaissez des sites web de qualité traitant du thème abordé ici, merci de compléter l'article en donnant les références utiles à sa vérifiabilité et en les liant à la section « Notes et références ».
- Archive Wikiwix
- Bing
- Cairn
- DuckDuckGo
- E. Universalis
- Gallica
- Google
- G. Books
- G. News
- G. Scholar
- Persée
- Qwant
- (zh) Baidu
- (ru) Yandex
- (wd) trouver des œuvres sur Wikidata

Un marteau rivoir est aussi appelé marteau postillon, marteau à river et marteau à garnir lorsqu’il est utilisé en carrosserie. C’est un outil plus spécifique qui sert donc à river ou à riveter, c’est-à-dire à assembler des pièces de charpente en bois, en métal ou en tôle à l’aide de rivets (un rivet est une tige cylindrique, généralement métallique, pleine ou creuse qui est munie à l'une de ses extrémités d'une tête plus large, l'autre partie étant aplatie et élargie par écrasement, pour solidariser les éléments qu'on veut riveter ensemble).